# Georg Unger
Pour les articles homonymes, voir Unger.
Georg Unger, né à Leipzig le 6 mars 1837 et y décédé le 2 février 1887 est un ténor saxon, célèbre pour son interprétation de Siegfried dans Der Ring des Nibelungen de Richard Wagner.

## Biographie
Georg Unger est né à Leipzig. Il étudie la théologie et la musique. Il fait ses débuts de chanteur à 37 ans et se produit à Cassel, Zurich, Brême, Neustrelitz, Brunn, Elberfeld et Mannheim.
Hans Richter le recommande à Richard Wagner pour le rôle de Siegfried. Il chante Siegfried et Götterdämmerung avec beaucoup de succès à Bayreuth en 1876 dans la première du cycle complet de Der Ring des Nibelungen, dirigée par Richter. Dans ce même cycle, Unger joue également Froh dans Das Rheingold.
Il fait ensuite des apparitions régulières à Leipzig de 1877 à 1881. Il était marié à la soprano Marie Haupt.
Les critiques de l'époque ont souvent insisté sur la qualité barytonale de ce ténor 